# Белберо
Белберо (фр. Belberaud) насеље је и општина у јужној Француској у региону Миди Пирене, у департману Горња Гарона која припада префектури Тулуз.
По подацима из 2011. године у општини је живело 1263 становника, а густина насељености је износила 169,08 становника/km². Општина се простире на површини од 7,47 km². Налази се на средњој надморској висини од 181 метар (максималној 243 m, а минималној 148 m).

## Демографија
| 1962. | 1968. | 1975. | 1982. | 1990. | 1999. | 2011. |
| ----- | ----- | ----- | ----- | ----- | ----- | ----- |
| 217   | 230   | 377   | 495   | 612   | 1.124 | 1.263 |

График промене броја становника у току последњих година